# جوائز إم تي في للأفلام
جوائز إم تي في للأفلام (بالإنجليزية: MTV Movie Awards)‏ هي جوائز سنويا تقدم من قبل شبكة تلفزيون إم تي في منذ عام 1992. ويتم اختيار الفائزين من قبل الجمهور من خلال الموقع الرسمي للمحطة، قبل التصويت، يكون هناك لجنة خاصة مؤلفة من الكوكب العاشر للإنتاج لاختيار المرشحين.

## فئات الجوائز
- جائزة إم تي في للأفلام لأفضل أداء كوميدي
- جائزة إم تي في للأفلام أفضل أداء نساء
- جائزة إم تي في للأفلام أفضل أداء رجال
- جائزة إم تي في لأفضل شرير
- جائزة إم تي في للأفلام أفضل تحول على الشاشة
- جائزة إم تي في للأفلام أفضل لحظة موسيقية
- جائزة إم تي في للأفلام لأفضل أداء من دون قميص
- جائزة إم تي في لأفضل معركة
- جائزة إم تي في للأفلام لأفضل لحظة "WTF"
- جائزة إم تي في لأفضل قبلة
- جائزة إم تي في للأفلام لأفضل أداء ممثل/ممثلة جديد
- جائزة إم تي في للأفلام - جائزة الجيل
- جائزة إم تي في للأفلام لأفضل بطل
- جائزة إم تي في للأفلام لأفضل فيلم
- جائزة إم تي في للأفلام نجم أدوار الغضب
- جائزة إم تي في فيديو تريل بليزر
- جائزة إم تي في للأفلام النجم العالمي
- جائزة جمعية نقاد الأفلام لأفضل طاقم فيلم
- جائزة إم تي في للأفلام للشخصية المفضلة
- جائزة إم تي في لعبقري الكوميديا
- جائزة إم تي في للأفلام لأفضل أغنية في فيلم سينمائي
- جائزة إم تي في للأفلام أفضل ممثلة صاعدة
- جائزة إم تي في للأفلام أفضل ممثل صاعد

## روابط خارجية
- جوائز إم تي في للأفلام على موقع IMDb (الإنجليزية)
- جوائز إم تي في للأفلام على موقع ميتاكريتيك (الإنجليزية)